# Eosentomon funkei
Eosentomon funkei är en urinsektsart som beskrevs av Josef Rusek 1988. Eosentomon funkei ingår i släktet Eosentomon och familjen trakétrevfotingar. Inga underarter finns listade i Catalogue of Life.